# Зимако, Жак
Жак Атр (фр. Jacques Atre), он же Зимако (фр. Zimako); 28 декабря 1951, Лифу — 8 декабря 2021, Аяччо) — французский футболист из коммуны Лифу, заморской территории Франции. Является чемпионом Франции 1981 года и финалистом Кубка Франции 1981 года.

## Клубная карьера
В 1971 году Зимако прибыл на Корсику и заключил контракт с футбольным клубом «Бастия». В течение пяти сезонов, проведенных в этой команде, он забил 42 гола, что помогло «Бастии» избежать вылета из высшего дивизиона в сезоне 1973/74. В следующем сезоне команда достигла полуфинала национального кубка, а Зимако отметился 15 забитыми мячами. В сезоне 1975/76 он повторил это достижение, а «Бастия» дошла до четвертьфинала Кубка страны.
Характерной особенностью игры Зимако были его скорость и мастерство дриблинга, а также умение забивать голы прямым ударом с углового, что он продемонстрировал в матче с «Арисом» из Салоников в 1979 году.
В 1977 году Зимако перешел в клуб «Сент-Этьен», который в то время был одним из лидеров французского футбола под руководством Роберта Хербина. В этой команде он играл вместе с такими звёздами, как Мишель Платини, Джонни Реп, Патрик Баттистон и Жак Сантини.
В «Сент-Этьене» Зимако выиграл своё первое и последнее звание чемпиона в 1981 году, что также стало последним чемпионством для самого «Сент-Этьена». В том же году он участвовал в финальном матче за Кубок Франции, где «Сент-Этьен» проиграл бывшему клубу Зимако — «Бастии» со счетом 1:2, а решающий гол забил Роже Милла. 
В сезоне 1979/1980 Зимако забил 15 мячей в чемпионате и принял участие в знаковых матчах «Сент-Этьена» в еврокубках: победе 6:0 над ПСВ в Кубке УЕФА и разгроме 5:0 «Гамбурга» на «Нордбанк Арене», где он забил четвертый гол.
В 1981 году Зимако перешел в клуб «Сошо», где успешно взаимодействовал с бывшим партнером по «Сент-Этьену» Патриком Ревелли. Уже в первый год с Зимако «Сошо» занял третье место в чемпионате. Позднее он вернулся в «Бастию», но уже не демонстрировал прежнего уровня игры и завершил карьеру игрока в 1985 году.

## Карьера в сборной
С июня 1979 по октябрь 1981 года Жак Зимако был приглашен в национальную сборную Франции, где он провел 13 матчей и забил 2 гола. Зимако — первый в истории канак, сыгравший за сборную Франции. В своей роли запасного игрока он успешно выходил на замену, но ему не хватало стабильности для того, чтобы стать «джокером» сборной.

## После завершения карьеры
В середине 1980-х Зимако возвратился в Новую Каледонию, где участвовал в развитии футбола в регионе. На его взгляд, у футбола Новой Каледонии большой потенциал, который, однако, почти не используется. В начале века Зимако прибывает на Корсику, где стал тренером молодёжи у местной команды «Муриани».
Скончался 8 декабря 2021 года в возрасте 69 лет.

## Достижения
- Чемпион Франции: 1981
- Финалист Кубка Франции: 1981